# حضارة الأنهار

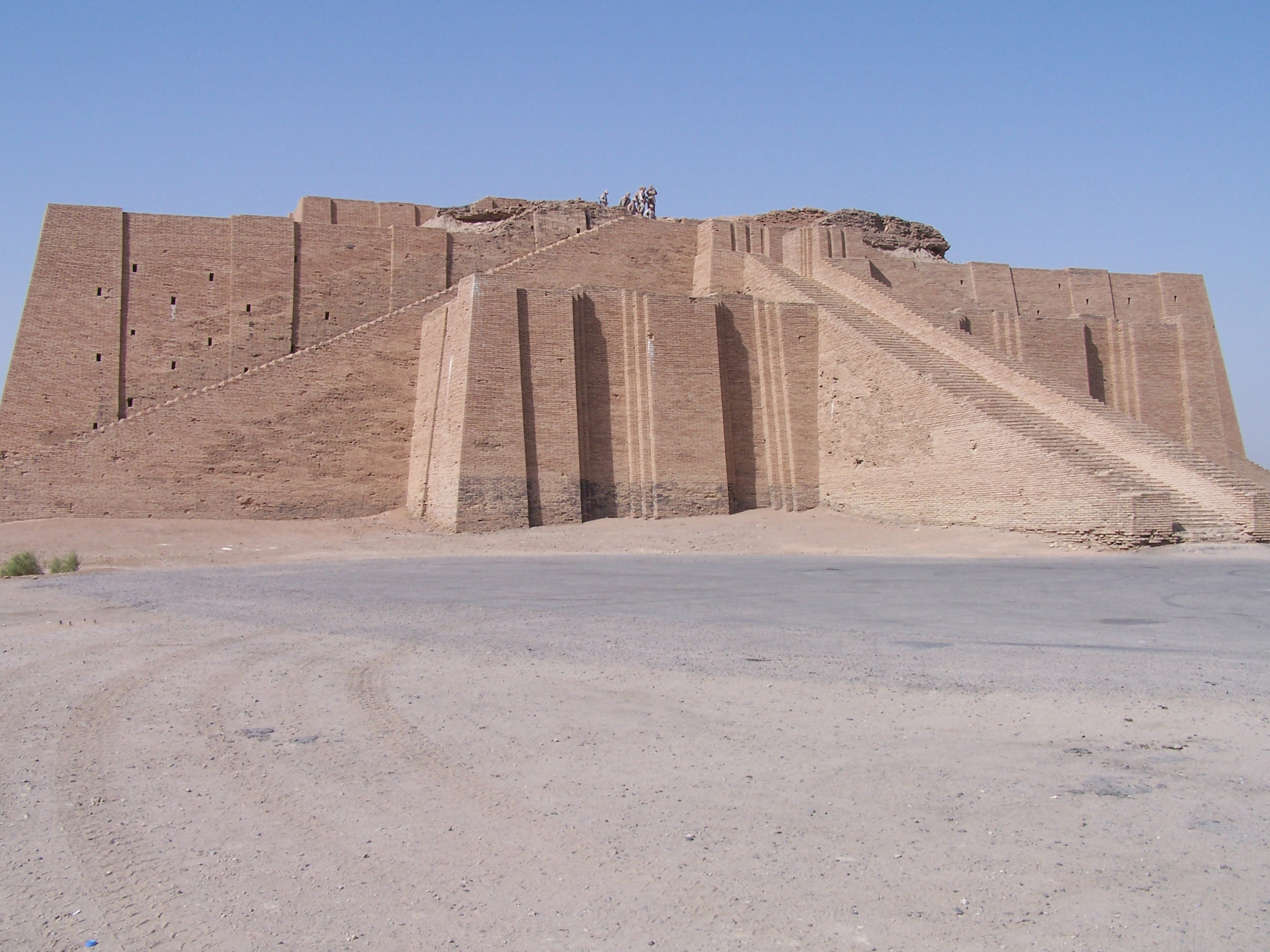

حضارة الأنهار أو ثقافة الأنهار عبارة عن دولة أو حضارة زراعية تقوم على ضفاف نهر. وحضارات الأنهار هي عبارة عن حضارات تقوم على ضفاف الأنهار. ومن بين أشهر الأمثلة مصر القديمة (نهر النيل) والهلال الخصيب (دجلة/الفرات) والصين القديمة (النهر الأصفر) والهند القديمة (السند).
توفر الأنهار إمدادًا دائمًا من ماء الشرب. كما أنها كذلك تجعل الأرض خصبة لزراعة المحاصيل. وبالإضافة إلى ذلك، يمكن أن يتم نقل البضائع والأشخاص بكل سهولة، ويمكن أن يقوم السكان الذين يعيشون في تلك الحضارات باصطياد الحيوانات التي ترد المياه. كما يمكنهم كذلك اصطياد الأسماك من الأنهار.
وبالإضافة إلى ذلك، فإن أساليب البقاء على قيد الحياة تدعو إلى عودة أولئك الذين فقدوا في البرية إلى الحضارة من خلال السفر مع نفس اتجاه تيار المياه، حيث يكثر تواجد مراكز تجمعات السكان .